# Geertruida de Haas-Lorentz
Geertruida Luberta (Berta) de Haas-Lorentz (née le 20 novembre 1885 et morte en 1973 à Leyde) était une physicienne néerlandaise, première scientifique à avoir analysé la fluctuation des électrons en tant que particules browniennes.
Elle est de ce fait considérée comme la première femme à avoir travaillé sur la théorie du bruit électrique.

## Biographie
Née à Leyde (Pays-Bas), elle est la fille ainée du physicien et lauréat du Prix Nobel de physique en 1902, Hendrik Lorentz et d'Aletta Catharina Kaiser. Son père était alors professeur de physique théorique à l'Université de Leyde.
Elle a à son tour poursuivi des études de physique à l'Université de Leyde, avec son père comme directeur de thèse,. En 1912, elle a obtenu son doctorat avec une thèse intitulée Over de theorie van de Brown'schen beweging en daarmede verwante verschijnselen (« De la théorie du mouvement brownien et des phénomènes connexes »).
Après la défense de sa thèse à Leyde, Geertruide de Haas-Lorentz a enseigné la physique à l'Université technique de Delft et a publié plusieurs travaux, encore cités dans la littérature scientifique aujourd'hui,. Elle a notamment été la première à mener à bien l'analyse de la fluctuation des électrons en tant que particules browniennes.
Elle a également traduit divers travaux de son père vers l'allemand.
Le 22 décembre 1910, elle s'est mariée avec Wander Johannes de Haas avec qui elle a eu deux filles et deux fils.
En 1917, elle a démontré avec son mari que la raison pour laquelle James Clerk Maxwell n'avait pas su mettre en évidence le courant moléculaire d'Ampère malgré ses expériences tenait à ses mesures, qui n'étaient pas assez fines.
C'est grâce à un don qu'elle a fait en 1959 au Musée Ampère que celui-ci dispose à ce jour de l'unique version du dispositif de l'expérience Einstein-de Haas, seule expérience qu'Albert Einstein ait réalisé et publiée en recherche fondamentale, et qui a permis de confirmer l'existence des courants moléculaires d'Ampère.
Geertruida de Haas-Lorentz est morte en 1973 à Leyde.

## Publications
De Haas-Lorentz est autrice ou co-autrice de nombreux articles de physique. Elle a également écrit une biographie de son père.
- (nl) Over de theorie van de Brown'schen beweging en daarmede verwante verschijnselen (« De la théorie du mouvement brownien et des phénomènes connexes »), thèse à l'Université de Leyde, 1912.
- (de) Geertruida Luberta de Haas-Lorentz, Die Brownsche Bewegung und einige verwandte Erscheinungen, (« De la théorie du mouvement brownien et des phénomènes connexes »), Braunschweig, F. Vieweg, 1913 (traduit du néerlandais vers l'allemand par l'autrice elle-même).
- (nl) Geertruida Luberta de Haas-Lorentz et HA Lorentz, Theorie der quanta (« Théorie quantique ») , Leyde, N.V. Boekhandel en Drukkerij, Voorheen EJ Brill, 1919.
- (nl) H. A. Lorentz, A. D. Fokker, Geertruida Luberta de Haas-Lorentz et H. Bremekamp, Lessen over theoretische natuurkunde: aan de Rijks-Universiteit te Leiden (« Leçons de physique théorique à l'Université de Leyde »), Leyde, Brill, 1919-1926.
- (nl) H. A. Lorentz, Eva Dina Bruins, Johanna Reudler et Geertruida Luberta de Haas-Lorentz, Kinetische Probleme (« Problème cinétique »), Leipzig, Akademische Verlagsgesellschaft, 1928.
- (nl) Geertruida Luberta de Haas-Lorentz, De beide hoofdwetten der thermodynamica en hare voornaamste toepassingen (« Les deux grandes lois de la thermodynamique et ses principales applications »), La Haye, Nijhoff, 1946.
- (en) Geertruida Luberta de Haas-Lorentz, H.A. Lorentz: Impressions of His Life and Work (« H. A. Lorentz : Impressions de sa vie et de son œuvre »), (traduction du néerlandais de Joh. C. Fagginger Auer), Amsterdam, North-Holland Pub. Co., 1957.